# ベールイ (ロシア)
座標: 北緯55度50分 東経32度56分 / 北緯55.833度 東経32.933度

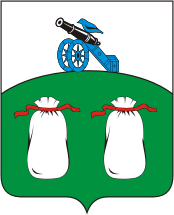
ベールイの紋章

ベールイ（ロシア語: Бе́лый, Bely）は、ロシアのトヴェリ州南西部にある古い町。
ベールイ高地の西縁にあり、メジャ川を経て西ドヴィナ川へと流れるオブシャ川沿いに建つ。州都トヴェリからは西へ300km。南西のスモレンスク、北西のトロペツ、北東のルジェフの中間に位置する。最寄りの鉄道駅は北へ50km離れたネリドヴォにあるモスクワ-リガ線の駅。人口は2002年全ロシア国勢調査で 4,350人（19世紀末の1897年には6,900人であった）。

## 歴史
ベールイはロシア語で「白色」「白い」を意味するが、なぜこの町にその名がつけられたかははっきりしない。1359年、スモレンスク公国の城塞としてその名が記録に初出するが、14世紀末にはリトアニア大公国の手に渡った。15世紀にはゲディミナス朝の血を引くベリスキー公が本拠を置いた。モスクワ大公国が1503年にベールイを奪い1506年に堅固な要塞を建てたが、1508年にはポーランド・リトアニア共和国軍に包囲されている。
ロシア・ポーランド戦争では1610年から1613年までポーランドに占領され、1618年のデウリノの和約でロシアが譲歩した結果、1618年から1654年までの間、ベールイはポーランド・リトアニア共和国領となっている。1654年から1667年まで続いたロシア・ポーランド戦争ではロシアが奪還し、アンドルソヴォの和約でロシア領となった。
19世紀後半、ベールイはオブシャ川・メジャ川・西ドヴィナ川上流域の中心的な町であり、周囲の丘陵地帯で産出される材木をいかだにして流す筏流しの中心地でもあったが、鉄道から外れ次第に小さくなった。

## 経済
ベールイには製材業、繊維工業、食品工業などが立地する。